# Stefan Fjeldmark
Stefan Alvaro Fjeldmark (* 6. Januar 1964 in Dänemark) ist ein dänischer Animator und Regisseur. 
Er begann 1980, mit Zeichentrickfilmen zu arbeiten, und zwar als Zeichner von Storyboards. 1986 war er der Hauptzeichner bei dem  Trickfilm Valhalla. Zusammen mit Karsten Kiilerich und Jørgen Lerdam gründete er 1988 die Trickfilmfirma A. Film I/S in Kopenhagen. Heute ist die A. Film die größte dänische Trickfilmproduktionsfirma und maßgeblich an zahlreichen internationalen Produktionen beteiligt, wie A Troll in Central Park (Irland, 1990), Ferngully - Christa und Zaks Abenteuer im Regenwald, The Last Rain Forest (USA, 1991), Thumbelina (Irland, 1992) und Asterix in Amerika (1993). Hugo, das Dschungeltier war der erste Film, bei dem er auch Regie führte.
1999 war Fjeldmark mit seinem Film Når livet går sin vej (Wenn das Leben zu Ende geht) für den Oscar nominiert. 

## Filmografie (Auswahl)
- 1987: Quark and the Highway Robber
- 1993: Hugo, das Dschungeltier
- 1997: Hugo, das Dschungeltier – Filmstar wider Willen
- 1997: Når livet går sin vej
- 2000: Hilfe! Ich bin ein Fisch
- 2004: Terkel in Trouble
- 2006: Asterix und die Wikinger